# Обернена теорема Фур'є
У математиці обернена теорема Фур'є стверджує, що багато типів функцій можливо відновити, використовуючи їх перетворення Фур'є.
Інтуїтивно це твердження можна зрозуміти так: якщо відома частота та фаза коливань хвилі, то можливо відновити початковий стан цієї хвилі.
Теорема стверджує, якщо функція {\displaystyle f\colon \mathbb {R} \rightarrow \mathbb {C} } задовольняє певні умови, то з перетворення Фур'є функції {\displaystyle f\colon \mathbb {R} \rightarrow \mathbb {C} }
{\displaystyle ({\mathcal {F}}f)(\xi ):=\int _{\mathbb {R} }{\rm {e}}^{-2\pi {\rm {i}}y\cdot \xi }f(y)\,{\rm {d}}y}
випливає, що
{\displaystyle f(x)=\int _{\mathbb {R} }{\rm {e}}^{2\pi {\rm {i}}x\cdot \xi }({\mathcal {F}}f)(\xi )\,{\rm {d}}\xi .}
Іншими словами, теорема стверджує, що
{\displaystyle f(x)=\iint _{{\mathbb {R} }^{2}}{\rm {e}}^{2\pi {\rm {i}}(x-y)\cdot \xi }f(y)\,{\rm {d}}y\,{\rm {d}}\xi .}
Останню рівність називають інтегральною теоремою Фур'є.
Інше формулювання теореми полягає у тому, що якщо {\displaystyle R} — фліп-оператор, тобто {\displaystyle (Rf)(x):=f(-x)}, то
{\displaystyle {\mathcal {F}}^{-1}={\mathcal {F}}R=R{\mathcal {F}}.}
Теорема виконується для тих функцій {\displaystyle f} та їх перетворень Фур'є, які є абсолютно інтегровними (за Лебегом), і функцій {\displaystyle f} неперервних у точці {\displaystyle x}.
Однак, навіть за більш загальних умов обернена теорема Фур'є має місце.
У цих випадках інтеграли, вказані вище, можуть не збігатися у звичайному сенсі.

## Твердження
Нехай {\displaystyle f} — інтегровна неперервна функція. Використовуємо наступне позначення для перетворень Фур'є:
{\displaystyle ({\mathcal {F}}f)(\xi ):=\int _{\mathbb {R} ^{n}}{\rm {e}}^{-2\pi {\rm {i}}y\cdot \xi }f(y)\,{\rm {d}}y.}
Більше того, вважаємо, що перетворення Фур'є також є інтегровним.

### Обернене перетворення Фур'є як інтергал
Найбільш поширеним формулюванням оберненої теореми Фур'є є твердження про обернене перетворення як інтеграл.
Нехай для будь-якої інтегровної функції {\displaystyle g} та  довільного {\displaystyle x\in \mathbb {R} ^{n}}
{\displaystyle {\mathcal {F}}^{-1}g(x)=\int _{\mathbb {R} ^{n}}{\rm {e}}^{2\pi {\rm {i}}x\cdot \xi }g(\xi )\,{\rm {d}}\xi ,}
тоді для довільного {\displaystyle x\in \mathbb {R} ^{n}} маємо, що
{\displaystyle {\mathcal {F}}^{-1}({\mathcal {F}}f)(x)=f(x).}

### Інтегральна теорема Фур'є
Теорему можна переформулювати як
{\displaystyle f(x)=\int _{\mathbb {R} ^{n}}\int _{\mathbb {R} ^{n}}{\rm {e}}^{2\pi {\rm {i}}(x-y)\cdot \xi }f(y)\,{\rm {d}}y\,{\rm {d}}\xi .}
Якщо {\displaystyle f} — дійснозначна функція, то, прирівнявши дійсні частини рівності, отримуємо
{\displaystyle f(x)=\int _{\mathbb {R} ^{n}}\int _{\mathbb {R} ^{n}}\cos(2\pi (x-y)\cdot \xi )f(y)\,{\rm {d}}y\,{\rm {d}}\xi .}

### Обернене перетворення як фліп-оператор
Для довільної функції {\displaystyle g} визначимо фліп-оператор {\displaystyle R} такий, що {\displaystyle Rg(x):=g(-x)}.
Тоді можна визначити
{\displaystyle {\mathcal {F}}^{-1}f=R{\mathcal {F}}f={\mathcal {F}}Rf.}
Ця формула одразу випливає із означення перетворення Фур'є та фліп-оператора {\displaystyle R}. Перетворення {\displaystyle {\mathcal {F}}Rf} та {\displaystyle R{\mathcal {F}}f} відповідають перетворенню {\displaystyle {\mathcal {F}}^{-1}f}, дорівнюють одне одному та задовольняють рівність
{\displaystyle {\mathcal {F}}^{-1}({\mathcal {F}}f)(x)=f(x).}
Оскільки {\displaystyle Rf=R{\mathcal {F}}^{-1}{\mathcal {F}}f=RR{\mathcal {F}}{\mathcal {F}}f},  то {\displaystyle R={\mathcal {F}}^{2}} і {\displaystyle {\mathcal {F}}^{-1}={\mathcal {F}}^{3}}.

### Двостороння оборотність
Вище викладене типове формулювання теореми має вигляд
{\displaystyle {\mathcal {F}}^{-1}({\mathcal {F}}f)(x)=f(x).}
Іншими словами, {\displaystyle {\mathcal {F}}^{-1}} є лівим оберненим оператором для перетворення Фур'є.
Водночас він також є правим оберненим оператором для перетворення Фур'є, тобто
{\displaystyle {\mathcal {F}}\left({\mathcal {F}}^{-1}f\right)(\xi )=f(\xi ).}
Оскільки оператор {\displaystyle {\mathcal {F}}^{-1}} — подібний до оператора {\displaystyle {\mathcal {F}}}, то попередня рівність випливає з оберненої теореми Фур'є (за допомогою заміни змінних {\displaystyle \xi =-\zeta })
{\displaystyle {\begin{aligned}f&={\mathcal {F}}^{-1}({\mathcal {F}}f)(x)=\int _{\mathbb {R} ^{n}}\int _{\mathbb {R} ^{n}}{\rm {e}}^{2\pi {\rm {i}}x\cdot \xi }{\rm {e}}^{-2\pi {\rm {i}}y\cdot \xi }f(y)\,{\rm {d}}y\,{\rm {d}}\xi =\\&=\int _{\mathbb {R} ^{n}}\int _{\mathbb {R} ^{n}}{\rm {e}}^{-2\pi {\rm {i}}x\cdot \zeta }{\rm {e}}^{2\pi {\rm {i}}y\cdot \zeta }f(y)\,{\rm {d}}y\,{\rm {d}}\zeta =={\mathcal {F}}\left({\mathcal {F}}^{-1}f\right)(x).\end{aligned}}}
З іншого боку, це випливає з відношення між оператором {\displaystyle {\mathcal {F}}^{-1}} та фліп-оператором {\displaystyle R}, та асоціативності
композиції функцій, оскільки
{\displaystyle f={\mathcal {F}}^{-1}({\mathcal {F}}f)={\mathcal {F}}R{\mathcal {F}}f={\mathcal {F}}\left({\mathcal {F}}^{-1}f\right).}

## Умови на функцію
Використовуючи обернену теорему Фур'є у фізиці та інженерії, часто припускають, що все "відбувається добре".
У математиці подібні евристичні міркування не дозволяються, а обернена теорема Фур'є передбачає специфікацію класів функцій, для яких виконуються умови теореми.
Однак не існує "найкращого" класу функцій для розгляду, тому існує кілька варіантів формулювання оберненої теореми Фур'є, хоч і з подібними висновками.

### Функції Шварца
Обернена теорема Фур'є виконується для всіх функцій Шварца (грубо кажучи, всіх швидко спадних гладких функцій, всі похідні яких теж є швидко спадними).
Ця умова має перевагу в тому, що вона стосується лише функції (без накладання умови на її перетворення Фур'є), а інтеграл, що визначає її перетворення Фур'є, та інтеграл, що визначає обернене перетворення Фур'є, є абсолютно інтегровними.
Це формулювання використовується для доведення оберненої теореми Фур'є для узагальнених функцій.

### Інтегровні функції з інтегровними перетвореннями Фур'є
Обернена теорема Фур'є виконується для всіх неперервних абсолютно інтегровних функцій (тобто функцій з {\displaystyle L^{1}(\mathbb {R} ^{n})}) з абсолютно інтегровними перетвореннями Фур'є.
Вони включають у себе всі функції Шварца, тому це більш строге формулювання теореми, ніж наведене вище.
Ця умова використовується вище, у пункті твердження.
Можливий варіант — опустити умову про неперервність функції {\displaystyle f}, але все одно вимагати абсолютну інтегровність функції та її перетворення Фур'є.
Тоді {\displaystyle f=g} майже скрізь, де {\displaystyle g} — неперервна функція і {\displaystyle {\mathcal {F}}^{-1}({\mathcal {F}}f)(x)=g(x)} для довільного {\displaystyle x\in \mathbb {R} ^{n}}.

### Інтегровні функції від однієї змінної

#### Кускова гладкість, одна змінна
Якщо функція від однієї змінної абсолютно інтегровна (тобто {\displaystyle f\in L^{1}(\mathbb {R} ^{n})}) та кусково-гладка, то тоді має місце версія оберненої теореми Фур'є.
У цьому випадку визначаємо
{\displaystyle {\mathcal {F}}^{-1}g(x):=\lim _{R\to \infty }\int _{-R}^{R}{\rm {e}}^{2\pi {\rm {i}}x\cdot \xi }g(\xi )\,{\rm {d}}\xi .}
Тоді для довільного {\displaystyle x\in \mathbb {R} ^{n}}
{\displaystyle {\mathcal {F}}^{-1}({\mathcal {F}}f)={\frac {1}{2}}(f(x_{-})+f(x_{+})),}
тобто, {\displaystyle {\mathcal {F}}^{-1}({\mathcal {F}}f)} дорівнює середньому арифметичному лівосторонньої та правосторонньої границь функції {\displaystyle f} у точці {\displaystyle x}.
У точках, де функція {\displaystyle f} — неперервна, {\displaystyle {\mathcal {F}}^{-1}({\mathcal {F}}f)=f(x)}.
Для більшої кількості змінних дане формулювання теореми також має місце, але, за словами Фолланда (1992), є "досить делікатним і не дуже корисним".

#### Кускова неперервність, одна змінна
Якщо функція від однієї змінної абсолютно інтегровна (тобто {\displaystyle f\in L^{1}(\mathbb {R} ^{n})}) та кусково-неперервна, то тоді все ще має місце версія оберненої теореми Фур'є.
У цьому випадку інтеграл оберненого перетворення Фур'є визначається за допомогою більш гладкої, ніж розривної, функції відтинання.
Більш точно,
{\displaystyle {\mathcal {F}}^{-1}g(x):=\lim _{R\to \infty }{\int _{\mathbb {R} }\varphi \left({\frac {\xi }{R}}\right){\rm {e}}^{2\pi {\rm {i}}x\cdot \xi }g(\xi )\,{\rm {d}}\xi },\quad \varphi (\xi ):={\rm {e}}^{-\xi ^{2}}.}
Висновок теореми такий же, як і для кусково-гладких функцій від однієї змінної, що наведений вище.

#### Неперервність, випадок багатьох змінних
Якщо функція {\displaystyle f} — неперервна та абсолютно інтегровна на {\displaystyle \mathbb {R} ^{n}}, то обернена теорема Фур'є має місце доти, поки можна визначити обернене перетворення з гладкою функцією відтинання, тобто
{\displaystyle {\mathcal {F}}^{-1}g(x):=\lim _{R\to \infty }{\int _{\mathbb {R} ^{n}}\varphi \left({\frac {\xi }{R}}\right){\rm {e}}^{2\pi {\rm {i}}x\cdot \xi }g(\xi )\,{\rm {d}}\xi },\quad \varphi (\xi ):={\rm {e}}^{-|{\xi }|^{2}}.}
Висновок тепер простіший, для довільного {\displaystyle x\in \mathbb {R} ^{n}}
{\displaystyle {\mathcal {F}}^{-1}({\mathcal {F}}f)(x)=f(x).}

#### Без умов регулярності, випадок багатьох змінних
Якщо відкинути всі припущення про (часткову) неперервність функції {\displaystyle f} та припустити, що функція лише абсолютно інтегровна, то тоді все ще має місце версія оберненої теореми Фур'є.
Обернене перетворення знову визначається за допомогою гладкої функції відтинання, але у результаті отримаємо, що
{\displaystyle {\mathcal {F}}^{-1}({\mathcal {F}}f)(x)=f(x)}
для майже всіх {\displaystyle x\in \mathbb {R} ^{n}}.

### Квадратично інтегровні функції
У цьому випадку перетворення Фур'є не можна безпосередньо визначити як інтеграл, так як він може не бути абсолютно збіжним, тому воно визначається у термінах щільності
(див. перетворення Фур'є). Наприклад, поклавши
{\displaystyle g_{k}(\xi ):=\int _{\{y\in \mathbb {R} ^{n}\colon |y|\leq k\}}{\rm {e}}^{-2\pi {\rm {i}}y\cdot \xi }g(y)\,{\rm {d}}y,\quad k\in \mathbb {N} ,}
маємо, що {\displaystyle {\mathcal {F}}f:=\lim \limits _{k\to \infty }g_{k}}, де границя береться у нормі простору {\displaystyle L^{2}}.
Обернене перетворення також можна визначити через щільність, або через перетворення Фур'є та фліп-оператор {\displaystyle R}.
Тоді маємо
{\displaystyle f(x)={\mathcal {F}}\left({\mathcal {F}}^{-1}f\right)(x)={\mathcal {F}}^{-1}({\mathcal {F}}f)(x)}
у середньоквадратичній нормі.
Для функцій однієї змінної (і лише однієї змінної) можна довести збіжність для майже всіх {\displaystyle x\in \mathbb {R} }.
Це твердження є теоремою Карлесона, її набагато важче довести, ніж збіжність у середньоквадратичній нормі.

### Узагальнені функції
Перетворення Фур'є можна визначити на просторі узагальнених функцій {\displaystyle S'(\mathbb {R} ^{n})} завдяки дуальності перетворень Фур'є на просторі функцій Шварца.
Конкретніше, для функції {\displaystyle f\in S'(\mathbb {R} ^{n})} та всіх тестових функцій {\displaystyle \varphi \in S(\mathbb {R} ^{n})} покладемо
{\displaystyle \langle {\mathcal {F}}f,\varphi \rangle :=\langle f,{\mathcal {F}}\varphi \rangle ,}
де {\displaystyle {\mathcal {F}}f} визначається за допомогою інтегральної формули.
Якщо {\displaystyle f\in L^{1}(\mathbb {R} ^{n})\bigcap L^{2}(\mathbb {R} ^{n})}, то це узгоджується із звичайним означенням.
Можна визначити обернене перетворення {\displaystyle {\mathcal {F}}^{-1}\colon S'(\mathbb {R} ^{n})\rightarrow S'(\mathbb {R} ^{n})} або аналогічно через дуальність оберненого перетворення на просторі функцій Шварца, або через фліп-оператор {\displaystyle R} (де фліп-оператор визначається за допомогою дуальності).
Тоді маємо
{\displaystyle {\mathcal {F}}{\mathcal {F}}^{-1}={\mathcal {F}}^{-1}{\mathcal {F}}=\operatorname {Id} _{S'(\mathbb {R} ^{n})}.}

## Зв'язок з рядами Фур'є
Обернена теорема Фур'є — аналог збіжності рядів Фур'є.
У випадку перетворення Фур'є маємо
{\displaystyle {\begin{aligned}&f\colon \ \mathbb {R} ^{n}\rightarrow \mathbb {C} ,\quad {\hat {f}}\colon \ \mathbb {R} ^{n}\rightarrow \mathbb {C} ,\\&{\hat {f}}(\xi ):=\int _{\mathbb {R} ^{n}}{\rm {e}}^{-2\pi {\rm {i}}y\cdot \xi }f(y)\,{\rm {d}}y,\\&f(x)=\int _{\mathbb {R} ^{n}}{\rm {e}}^{2\pi {\rm {i}}x\cdot \xi }{\hat {f}}(\xi )\,{\rm {d}}\xi .\end{aligned}}}
Замість цього, у випадку рядів Фур'є маємо
{\displaystyle {\begin{aligned}&f\colon \ [0,1]\rightarrow \mathbb {C} ,\quad {\hat {f}}\colon \ \mathbb {R} ^{n}\rightarrow \mathbb {C} ,\\&{\hat {f}}(k):=\int _{{[0,1]}^{n}}{\rm {e}}^{-2\pi {\rm {i}}y\cdot k}f(y)\,{\rm {d}}y,\\&f(x)=\sum _{k\in \mathbb {Z} ^{n}}{\rm {e}}^{2\pi {\rm {i}}x\cdot k}{\hat {f}}(k).\end{aligned}}}
Зокрема, в одновимірному випадку {\displaystyle k\in \mathbb {Z} } і підсумовування відбувається від {\displaystyle -\infty } до {\displaystyle +\infty }.

## Застосування

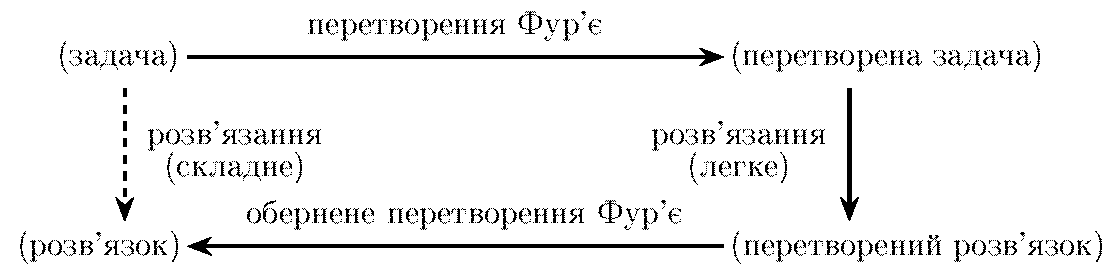
Деякі задачі, зокрема і деякі види диференціальних рівнянь, простіше розв'язати, застосувавши перетворення Фур'є. У цьому випадку розв'язок початкової задачі відновлюється за допомогою оберненого перетворення Фур'є.

У застосуваннях перетворень Фур'є обернена теорема Фур'є часто відіграє істотну роль.
У багатьох випадках загальний алгоритм такий: використати перетворення Фур'є, виконати певні перетворення або спрощення, а потім використати обернене перетворення Фур'є.
Більш абстрактно, обернена теорема Фур'є — це твердження про перетворення Фур'є як оператор (див. перетворення Фур'є на функціональних просторах).
Наприклад, обернена теорема Фур'є для функцій {\displaystyle f\in L^{2}(\mathbb {R} ^{n})} стверджує, що перетворення Фур'є є унітарним оператором на просторі {\displaystyle L^{2}(\mathbb {R} ^{n})}.

## Властивості оберненого перетворення
Обернене перетворення Фур'є дуже подібне до звичайного перетворення Фур'є: як обговорювалося вище вони відрізняються лише застосуванням фліп-оператора.
Тому властивості перетворення Фур'є зберігаються і для оберненого перетворення Фур'є, наприклад, теорема про згортку і лема Рімана—Лебега.
Таблиці перетворень Фур'є можна легко використати для оберненого перетворення Фур'є, за допомогою композиції шуканої функції та фліп-оператора {\displaystyle R}.
Наприклад, дивлячись на перетворення Фур'є для прямокутної функції, маємо
{\displaystyle f(x)=\operatorname {rect} (ax)\quad \Rightarrow \quad ({\mathcal {F}}f)(\xi )={\frac {1}{|a|}}\operatorname {sinc} \left({\frac {\xi }{a}}\right),}
тому відповідне обернене перетворення має вигляд
{\displaystyle g(\xi )=\operatorname {rect} (a\xi )\quad \Rightarrow \quad \left({\mathcal {F}}^{-1}g\right)(x)={\frac {1}{|a|}}\operatorname {sinc} \left(-{\frac {x}{a}}\right).}

## Доведення
Для доведення використовується декілька властивостей з використанням функції {\displaystyle f(y)} та {\displaystyle {\mathcal {F}}f(\xi )=\int _{\mathbb {R} ^{n}}{\rm {e}}^{-2\pi {\rm {i}}y\cdot \xi }f(y)\,{\rm {d}}y}:
1. Якщо {\displaystyle x\in \mathbb {R} ^{n}} та {\displaystyle g(\xi )={\rm {e}}^{-2\pi {\rm {i}}x\cdot \xi }\psi (x)}, то {\displaystyle ({\mathcal {F}}g)(y)=({\mathcal {F}}\psi )(y-x).}
2. Якщо {\displaystyle \varepsilon \in \mathbb {R} } та {\displaystyle \psi (\xi )=\varphi (\varepsilon \xi )}, то {\displaystyle ({\mathcal {F}}\psi )(y)=({\mathcal {F}}\varphi ){\frac {({\frac {y}{\varepsilon }})}{|\varepsilon |}}.}
3. Для функцій {\displaystyle f,g\in L^{1}(\mathbb {R} ^{n})} з теореми Фубіні випливає, що {\displaystyle \int g(\xi )\cdot ({\mathcal {F}}f)(\xi )\,{\rm {d}}\xi =\int ({\mathcal {F}}g)(y)\cdot f(y)\,{\rm {d}}y.}
4. Нехай {\displaystyle \varphi (\xi )={\rm {e^{-\pi (|\xi |)^{2}}}}}, тоді {\displaystyle ({\mathcal {F}}\varphi )(y)=\varphi (y)}.
5. Нехай {\displaystyle \varphi _{\varepsilon }(y)={\dfrac {\varphi ({\frac {y}{\varepsilon }})}{\varepsilon ^{n}}}}.

Символом {\displaystyle *} позначимо згортку функцій, {\displaystyle \varphi _{\varepsilon }} — згладжувальний оператор: для будь-якої неперервної функції {\displaystyle f\in L^{1}(\mathbb {R} ^{n})} та точки {\displaystyle x\in \mathbb {R} ^{n}} має місце рівність {\displaystyle \lim \limits _{\varepsilon \to 0}{(\varphi _{\varepsilon }*f)(x)}=f(x)} (де збіжність є поточковою).
Оскільки, за припущенням, {\displaystyle {\mathcal {F}}f\in L^{1}(\mathbb {R} ^{n})}, то з теореми Лебега про мажоровану збіжність випливає, що
{\displaystyle \int _{\mathbb {R} ^{n}}{\rm {e}}^{2\pi {\rm {i}}x\cdot \xi }({\mathcal {F}}f)(\xi )\,{\rm {d}}\xi =\lim _{\varepsilon \to 0}\int _{\mathbb {R} ^{n}}{\rm {e}}^{-\pi \varepsilon ^{2}|\xi |^{2}+2\pi {\rm {i}}x\cdot \xi }({\mathcal {F}}f)(\xi )\,{\rm {d}}\xi .}
Нехай {\displaystyle g_{x}(\xi )={\rm {e}}^{-\pi \varepsilon ^{2}|\xi |^{2}+2\pi {\rm {i}}x\cdot \xi }}.
Використовуючи властивості 1, 2 та 4, за необхідності повторно для кратних інтегралів, отримаємо
{\displaystyle ({\mathcal {F}}g_{x})(y)={\frac {1}{\varepsilon ^{n}}}{\rm {e}}^{-{\frac {\pi }{\varepsilon ^{2}}}|x-y|^{2}}=\varphi _{\varepsilon }(x-y).}
Використовуючи властивість 3 для функцій {\displaystyle f} та {\displaystyle g_{x}}, для довільного {\displaystyle x\in \mathbb {R} ^{n}} маємо
{\displaystyle \int _{\mathbb {R} ^{n}}{\rm {e}}^{-\pi \varepsilon ^{2}|\xi |^{2}+2\pi {\rm {i}}x\cdot \xi }({\mathcal {F}}f)(\xi )\,{\rm {d}}\xi =\int _{\mathbb {R} ^{n}}{\frac {1}{\varepsilon ^{n}}}{\rm {e}}^{-{\frac {\pi }{\varepsilon ^{2}}}|x-y|^{2}}f(y)\,{\rm {d}}y=(\varphi _{\varepsilon }*f)(x),}
або згортку функції {\displaystyle f} та згладжувального оператора.
Але оскільки {\displaystyle f\in L^{1}(\mathbb {R} ^{n})}, то з властивості 5 випливає, що
{\displaystyle \lim _{\varepsilon \to 0}(\varphi _{\varepsilon }*f)(x)=f(x).}
Збираючи все разом, отримаємо, що
{\displaystyle \int _{\mathbb {R} ^{n}}{\rm {e}}^{2\pi {\rm {i}}x\cdot \xi }({\mathcal {F}}f)(\xi )\,{\rm {d}}\xi =f(x).}